# Фенсдорф
Фенсдорф (нім. Fensdorf) — громада в Німеччині, розташована в землі Рейнланд-Пфальц. Входить до складу району Альтенкірхен. Складова частина об'єднання громад Гебгардсгайн.
Площа — 2,17 км2. Населення становить 368 ос. (станом на 31 грудня 2020).